# Kwiatkowo (powiat rypiński)
Kwiatkowo – wieś w Polsce, położona w województwie kujawsko-pomorskim, w powiecie rypińskim, w gminie Rypin.
W latach 1975–1998 miejscowość należała administracyjnie do województwa włocławskiego.

## Integralne części wsi
| SIMC    | Nazwa   | Rodzaj    |
| ------- | ------- | --------- |
| 0868980 | Czermin | osada     |
| 0997861 | Kocieł  | część wsi |

## Demografia
Według Narodowego Spisu Powszechnego (III 2011 r.) liczyła 122 mieszkańców. Jest 23. co do wielkości miejscowością gminy Rypin.